# Imanu’el Szefer
Imanu’el Szefer (hebr. עמנואל שפר, ang. Emmanuel Scheffer, ur. 1 lutego 1924, zm. 28 grudnia 2012) – izraelski piłkarz, a następnie trener piłkarski. Dwukrotnie był selekcjonerem reprezentacji Izraela.

## Kariera klubowa
W swojej karierze piłkarskiej Scheffer występował w takich klubach jak: Hapoel Hajfa i Hapoel Kefar Sawa.

## Kariera trenerska
W latach 1968–1970 oraz 1978-1980 Scheffer był selekcjonerem reprezentacji Izraela. W 1970 roku poprowadził Izrael na Mistrzostwach Świata w Meksyku. Na tym turnieju Izrael przegrał z Urugwajem (0:2) oraz zremisował ze Szwecją (1:1) i z Włochami (0:0).